# Due cuori, una cappella
Due cuori, una cappella é um filme italiano de 1975, dirigido por Maurizio Lucidi.

## Sinopse
Aristide recebe uma grande quantidade de jóias, por morte da mãe, uma agiota. Mas quando encontra uma ruiva no cemitério a sua vida muda de forma inesperada.

## Elenco
- Renato Pozzetto: Aristide
- Agostina Belli: Claudia
- Giusi Raspani Dandolo: la madre di Aristide
- Gianni Baghino: Tonino
- Ursula Andress: sé stessa
- Pia Morra: Speranza
- Franca Scagnetti: la madre di Speranza
- Aldo Maccione: Victor
- Leopoldo Trieste: custode del cimitero
- Massimo Boldi: prete
- Mario Brega: macellaio
- Alvaro Vitali: tassista